# Württembergische Landessparkasse

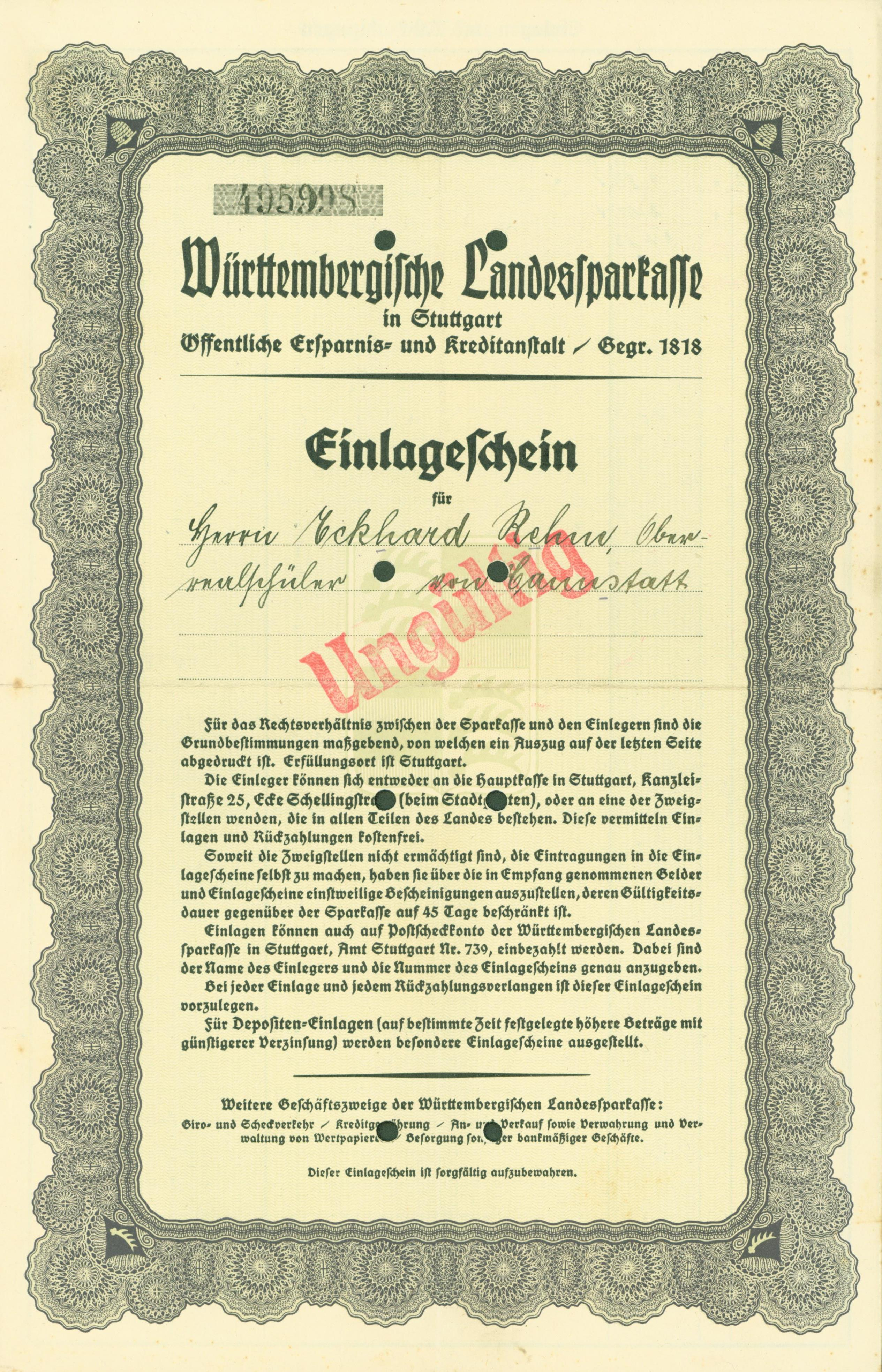
Einlageschein der Württembergischen Landessparkasse vom 27. Oktober 1927

Die Württembergische Landessparkasse (LASPA) ist ein ehemaliges Kreditinstitut mit Sitz in Stuttgart.
Die Württembergische Landessparkasse wurde am 12. Mai 1818 (Datum der Gründungsurkunde) unter anderem als Reaktion auf die Hungersnot von 1817 als Württembergische Spar-Casse auf Initiative von Johann Friedrich Cotta durch die württembergische Königin Katharina als Sparkasse für das gesamte Königreich Württemberg gegründet. Erster Vorsteher der Sparkasse war Gottlob Heinrich Rapp. Im Jahr 1900 erbaute man in Stuttgart das Verwaltungsgebäude der Württembergischen Sparkasse.
Gewährträger war seit 1952 das Land Baden-Württemberg, das Geschäftsgebiet war aber auf das Gebiet des ehemaligen Landes Württemberg beschränkt. Die LASPA hatte zahlreiche Filialen in den meisten württembergischen Städten und größeren Gemeinden. In sehr vielen kleinen Gemeinden bestanden Zahlstellen, die nebenamtlich tätig waren. So war es möglich, beim Krämer, Dorfladen oder einer anderen geeigneten Stelle Bankgeschäfte zu erledigen.
Zum 1. April 1975 fusionierte die Landessparkasse mit der Städtischen Spar- und Girokasse Stuttgart zur Landesgirokasse Stuttgart. Das Stuttgarter Filialnetz der beiden ehemals miteinander konkurrierenden Sparkassen wurde danach zusammengelegt. Zweigstellen außerhalb von Stuttgart durften nach der Fusion nur noch in begrenztem Umfang bestehen bleiben. Nach dem damaligen Sparkassengesetz für Baden-Württemberg durfte die Landesgirokasse Zweigstellen in der Region Mittlerer Neckar unterhalten. Außerhalb der Region Mittlerer Neckar waren Zweigstellen innerhalb der Grenzen des ehemaligen Landes Württemberg an einem Ort in jedem Stadt- und jedem Landkreis und zusätzlich in Schwäbisch Gmünd, Giengen und Leutkirch im Allgäu erlaubt. Alle anderen Filialen außerhalb der Region Mittlerer Neckar mussten aufgelöst werden. Den Kunden wurde die Übertragung ihrer Bankkonten zu den württembergischen Kreissparkassen empfohlen.
Die Landesgirokasse ging 1999 in der Landesbank Baden-Württemberg (LBBW) auf.